# 末日聖徒イエス・キリスト教会
末日聖徒イエス・キリスト教会（まつじつせいと イエス・キリストきょうかい、英: The Church of Jesus Christ of Latter-day Saints, 略称: LDS）は、イエス・キリストの元の教会の復元を主張する非三位一体派のキリスト教会である。
宗教学上ではキリスト教系の新宗教に分類されている。「プロテスタントの一派」と定義する見解もあり、日本の文化庁が発行する宗教年鑑では「末日聖徒イエス・キリスト教会」はキリスト教の中に数えられている。一方、教義の違いから一般的に正教会とカトリック教会およびプロテスタント教会諸教派によって、末日聖徒イエス・キリスト教会は主流のキリスト教とは区別され、｢異端」視される。創始者であるジョセフ・スミス・ジュニアによれば、スミスが受けた神の啓示によって原始キリスト教会が現代に回復されたという。キリスト教の聖書の他に『モルモン書』など独自の聖典を持ち、教義においては三位一体説の否認、キリストおよび死者の復活、キリストの再臨、千年王国（至福千年）を説いている。また人の運命（救い）を決めるのは本人の自由に任されていると主張している点はメソジスト、バプテスト派に類似すると指摘されている。
本部はユタ州ソルトレイクシティにあり、全世界で1,700万人以上の会員と62,544人のフルタイムのボランティア宣教師を擁している（2022年12月統計）。2021年現在、米国だけで670万人以上の会員がいると報告されており、キリスト教の教派としては米国で4番目に大きい。
以前は「モルモン教」と通称されたが、2018年に教会の指導部は「モルモン教」という呼称について、信徒に対し、通称の「モルモン教」という名称を使用しないよう求める見解を発表した。｢イエス・キリスト教会（Church of Jesus Christ）」あるいは「教会（Church）」と呼ぶべきと推奨し、通称「モルモン教会」は公認されたものではなく、｢使用を推奨していない」とした。

## 概略

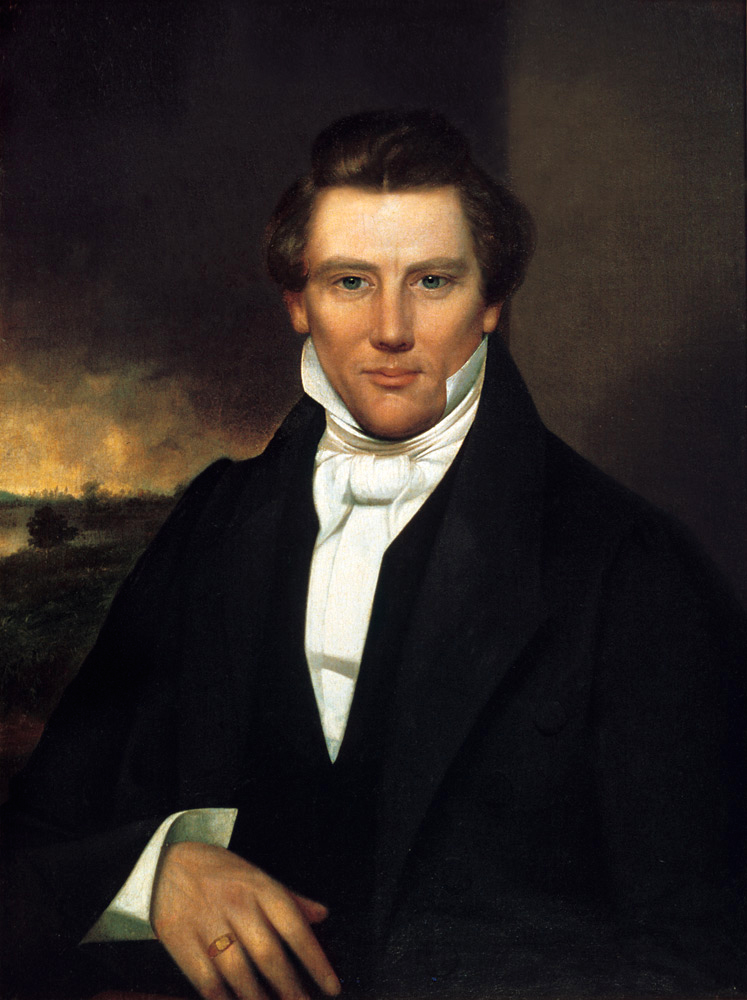
末日聖徒イエス・キリスト教会の創始者であるジョセフ・スミス・ジュニア

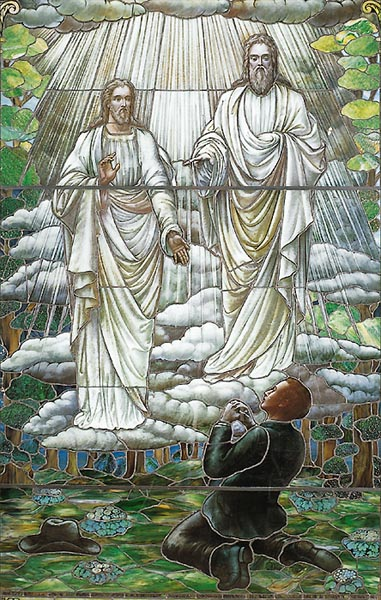
「最初の示現」
作者不詳 (1913年)
末日聖徒イエス・キリスト教会
教会歴史芸術博物館所蔵

末日聖徒イエス・キリスト教会は、ジョセフ・スミス・ジュニア（1805年 - 1844年）によって、1830年4月6日、アメリカ合衆国にて設立された。
ジョセフ・スミス・ジュニアによれば、彼は14歳の時（1820年）、当時激化した教派間の争いや矛盾に疑問を抱き、新約聖書『ヤコブの手紙』1章5節を読み、どの教会が真実であるかを神に祈り求めたところ、父なる神とその子イエス・キリストが現れる示現を示され、言葉を交わしたとされる。スミスによれば、イエスは「（既存の）いずれの教会もことごとく誤っているため、あなたはどの教会にも加わってはいけない」とジョセフに告げ、イエス・キリストの教会を再び地上に回復するためにジョセフを預言者として選んだとされる。教会の信条によると、回復が必要であったのは、イエス・キリストと12使徒（イエスの弟子）の死後、神の神聖な儀式を行うための神権（神の権能）が地上から失われ、完全なる教義や儀式も聖書の人の解釈によって失われていたからだとされている。神権は1832年のサスケハナ川のほとりで、イエス・キリストの弟子であるペテロ、ヤコブ、ヨハネがジョセフ・スミスとオリバー・カウドリーに天使として現われ、按手により再び回復されてから現在まで受け継がれており、そのことにより現在に至るまで預言者による神の啓示は続いていると信じられている。
この宗教は、アメリカ合衆国建国（1776年）、合衆国憲法制定（1789年）、憲法修正第1条-第10条制定（1791年）、憲法修正第1条で宗教・信条の自由が史上初めて権利として認められた合衆国草創期に設立され、西部への入植の歴史があることから、「開拓期を象徴する宗教」とも言われる。
「モルモン教」という通称は教典とするモルモン書から由来しており、書の名前である「モルモン」とは古代アメリカ大陸に住み、当時の民の歴史を記録し、要約した預言者の名前であると信じられている。ジョセフ・スミスはこの書物を改良エジプト文字から英語に翻訳したとされ、1830年に発行された。
設立後、創始者であるジョセフ・スミス・ジュニアの死去や、一時的な（1852年から1890年の）一夫多妻制の経過（多妻婚を禁じるさまざまな法を無視）に伴う議論を経て、いくつかの教派に分かれたが、当該教会はその中の最大会派であり、設立時の名前を引き継いでいる。
2010年8月現在、教会の公式発表では全世界に1500万人の会員を擁する（ただしバプテスマとよばれる洗礼を受けていない8歳未満の末日聖徒家族の子供も含めた数）。そのうちの14%はユタ州に住み、教会員の半数以上はアメリカ合衆国外に居住している。数多くの宣教師（約8万人;2013年10月現在）が166か国で伝道活動を行っていることが教会の国際的な成長の理由として挙げられている。2006年には、教会員の半数以上がアメリカ外に居住していることが報告された。アメリカ国内の教会員の人種構成は非ヒスパニック系白人が85%以上を占め、アメリカの総人口の全国平均と比べても白人比率は非常に高く、黒人やアジア系の比率は非常に低い。
2010年8月現在、全世界で約2万8500箇所の礼拝施設を構え、日本国内には約340箇所ある。また、神の儀式を執行するとされる神殿は世界に177（2023年10月現在）あり、日本には東京と福岡と札幌と沖縄にある。合衆国の宗派としては4位の規模としているが、2001年のニューヨーク市立大学の調査では、10位に留まると推定している。
教会の本部はアメリカ合衆国のユタ州ソルトレイクシティにある。ジョセフ・スミス・ジュニアから続く歴代16代目の教会の最高指導者はトーマス・スペンサー・モンソンであったが、彼は2018年1月2日に死去した。

## 歴史と沿革

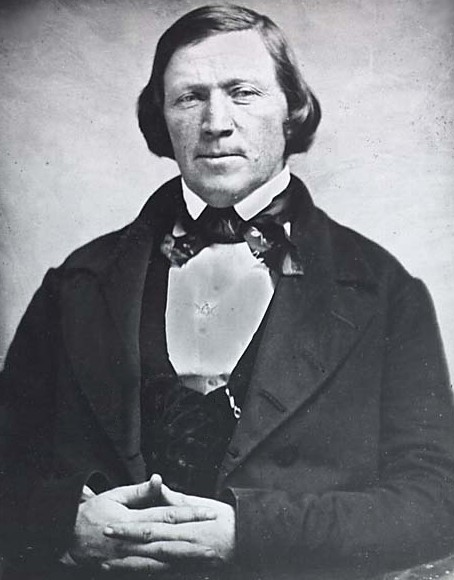
2代目の大管長であるブリガム・ヤング

設立当初は、その教義の大胆さや政治的思惑により、武力による衝突があった。当時は、社会的に受容しがたい共同体生活と一夫多妻制などの許容に代表されるプロテスタント思想に逆行する教義と習慣に基づいた行動、集団による政治的脅威および、教会による実業活動の破綻に起因した投資家の大損害などが地元住民の反感を招いた。ミズーリ州ではモルモン戦争が勃発した。
ジョセフ・スミス・ジュニアは、あくまで「イエス・キリストの純粋な教え」という主張を繰り返したが、なんらかの損害を被った地元住民らには受容されがたく、暴動罪の容疑で収監されていたイリノイ州カーセージの牢獄にてジョセフ・スミス・ジュニアと兄のハイラム・スミスは共に住民による襲撃によって殺害された。
後を継いだブリガム・ヤングはアメリカ合衆国連邦政府と対立（ユタ戦争など）と譲歩を繰り返しながら、教会の一団を1846年よりイリノイ州より西部に移動させた。1847年に彼らが到達した地域は、1850年にユタ準州として承認された。
ブリガム・ヤングの後を引き継いだ指導者は、連邦政府や他の教派との融和傾向を強めていった。その後、クリーブランド政権（民主党）下の1896年にユタ州はアメリカ合衆国45番目の州として承認された。現在、ユタ州は共和党支持層の安定地盤とされている。
かつて存在していた明白な対立は現代ではあまり見られない。しかし今なお、末日聖徒イエス・キリスト教会を脱会した人々の中には、精神的被害を訴えたり、批判活動を展開する人は存在しており、特に批判活動をしている運動家は「反モルモン」と呼ばれる（「末日聖徒イエス・キリスト教会への批判」参照）。
末日聖徒の歴史は大きく次の時期に分けることができる。

### 教会設立以前
1820年早春より、ジョセフ・スミス・ジュニアが『新約聖書』の「ヤコブの手紙」1章5節より啓発を受け、森に入って祈ったところ、父なる神とイエス・キリストの両者が現れて、教会を設立するよう伝えられたという。末日聖徒イエス・キリスト教会ではこの出来事を最初の示現と呼んでいる。1830年3月26日、『モルモン書』がニューヨーク州パルマイラで発行された。

### 教会設立早期
1830年4月6日、ニューヨーク州フェイエットタウンシップにてジョセフ・スミスを中心とする6人を代表として当該教会が創設された。1831年、教会の本部をオハイオ州カートランドに移した。1838年に現在の当該教会の名称となった。

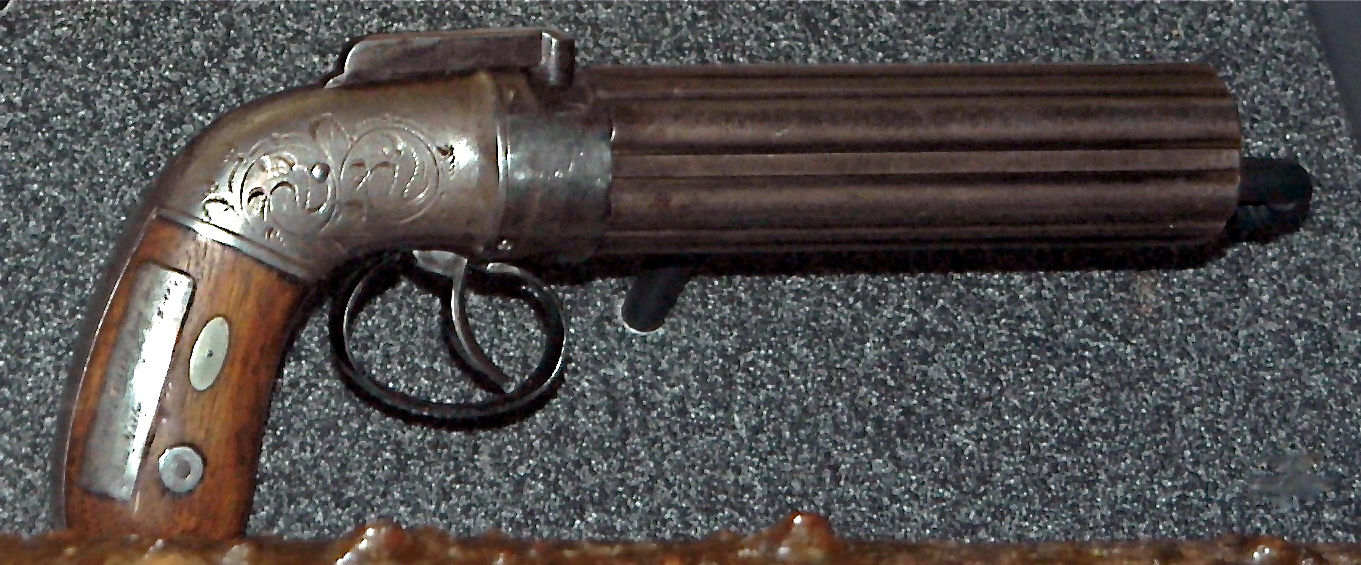
ジョセフ・スミスの護身用拳銃 ペッパーボックス

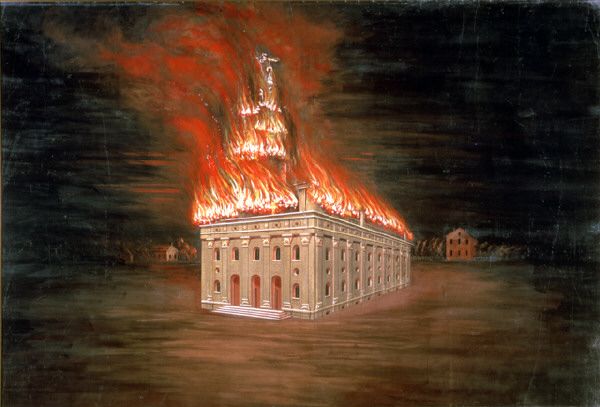
襲撃され燃える神殿

### 対立の時代
急速な教会の発展に伴って武力衝突が本格化し、創始者ジョセフ・スミスが殺害される。
1839年、教会の本部をイリノイ州ノーヴーに移した。ノーヴーは旧約聖書の言語ヘブライ語で「美しい所」の意とされる。1840年代初頭、当初彼らを好意的に見ていた近隣住民は、モルモン教会の排他性や結束の強さに脅威を感じ、危機感を持ち、うらみを抱くようになった。
モルモン教会を脱会した人物がジョセフ・スミスに対抗するため新聞を創刊し、モルモン教会のさまざまな汚点を追及すると、スミスはモルモン教支配下の警官を動員し、武力を持って新聞発行を阻止するために印刷機を破壊した。この破壊行為によってスミスは反逆罪の容疑で逮捕・収監された。この時に暴徒2名が死亡し、1名が負傷した。ウィリアム・ウッドによれば、スミスらはその信仰が問題にされたのではなく、その犯罪行為によって逮捕されたという。1844年6月27日、武装し、暴徒と化した住民が監獄を襲撃した。末日聖徒イエス・キリスト教会の記録（教義と聖約135章）によれば、ジョセフ・スミスは彼の兄ハイラム・スミスおよび後の末日聖徒イエス・キリスト教会の第3代大管長ジョン・テーラー並びにウィラード・リチャーズと共にイリノイ州カーセージの監獄に収監中、150人ないし200人とされる武装した市民の襲撃を受けた。この襲撃で教会の創始者ジョセフ・スミスとその兄ハイラム・スミスは銃撃によって殺害された。

### 開拓者時代とユタ戦争
迫害を逃れて米国西部へ移住し教勢が拡大する。
1846年、末日聖徒の一団はイリノイ州よりアメリカ西部への移動を始めた。残留者グループは1860年に別教団を創設した。1847年7月24日、ブリガム・ヤングと末日聖徒の一団がソルトレイク盆地に到着した。以後この地に定住し、同時に教会の本部もソルトレイクとなった。

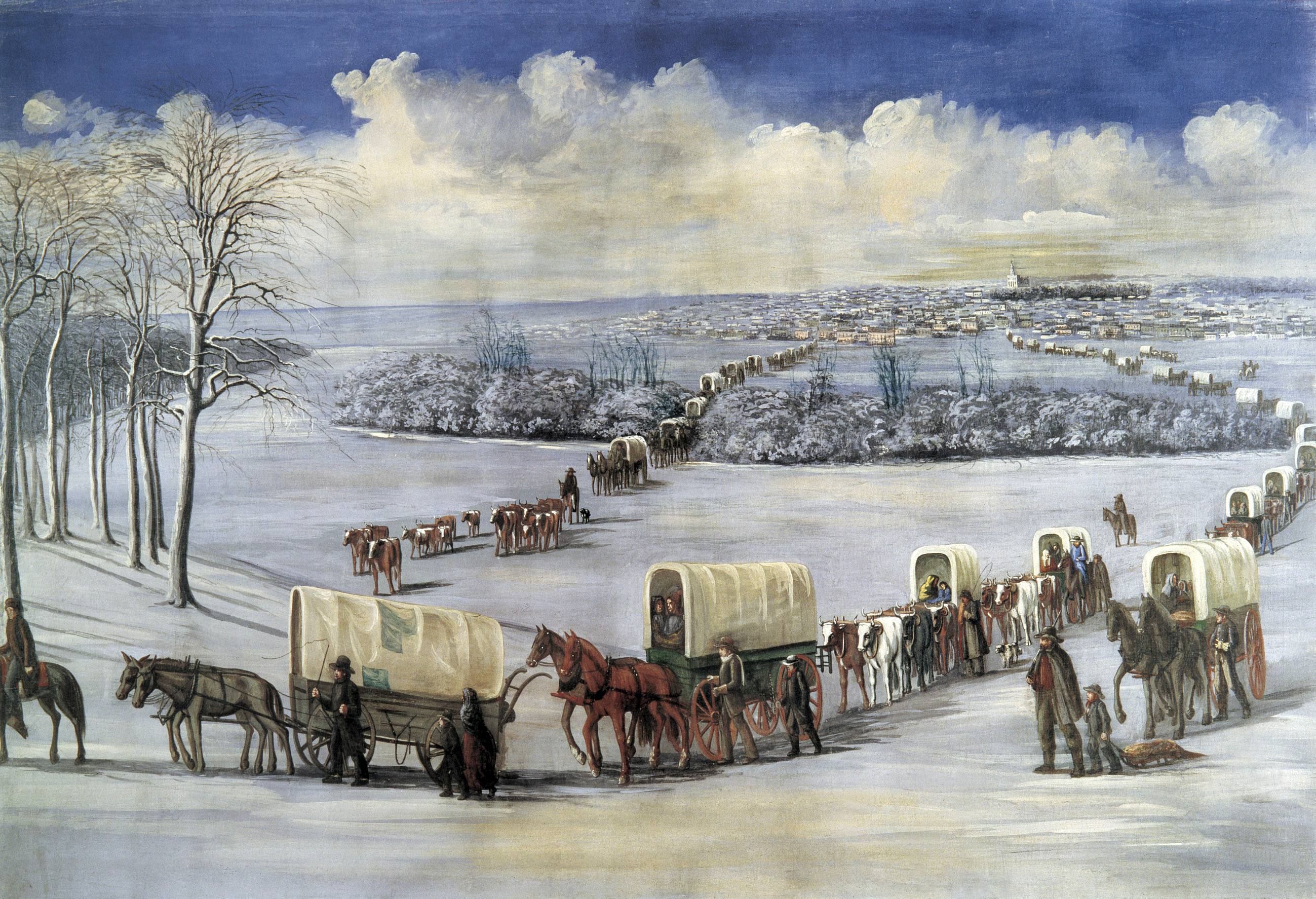
ミシシッピ川を渡る難民

1857年9月11日、「マウンテンメドウの大虐殺」が発生し、これをきっかけにユタ戦争が勃発した。1858年、戦争は和平を模索する形で終結し、虐殺事件の首謀者らは取引として政府に引き渡され、全責任を負う形で銃殺刑にされた。

### 世界への伝道開始
ユタ戦争を決着し、世界に向けて伝道開始した。米国、ヨーロッパ、ポリネシア、オーストラリアを含む太平洋地域に組織が拡大した。日本には、1901年にヒーバー・J・グラント長老以下4名の宣教師が伝道し、9月1日に最初の奉献が行われた。1970年の日本万国博覧会（大阪万博）には、パビリオンを出展した。

### 戦争に関して
末日聖徒イエス・キリスト教会の戦争に対する姿勢は「選択的平和主義」である。これは暴力および武力に対して個々の場合によって賛成・反対を決めるという主義である。19世紀のメキシコ戦争には派兵したが、南北戦争には参加しなかった。20世紀後半のベトナム戦争と1991年の湾岸戦争に対しては、アメリカ合衆国の多くのキリスト教教派が戦争に反対したにもかかわらず、末日聖徒イエス・キリスト教会は武力攻撃に賛成した。ベトナム戦争の時は信者の海外伝道の義務より兵役を優先させた。

#### 戦争に関する声明
末日聖徒イエス・キリスト教会は、戦争や地域紛争に関して、キリストの再臨の日までなくなることはないという考えを持っており、個々の戦争や地域紛争に関して公式なコメントを出すことは稀である。しかし、第二次世界大戦が勃発した1942年4月に、次のコメントを発表した。「教会は戦争に反対の立場である。いや反対しなければならない。主が新しい命令を下さない限り戦争を仕掛けることはできない。戦争が国際紛争を解決する正しい手段であるとみなすことはできない。国際紛争は平和的な交渉や調整によって解決しなければならない。国々が同意すればできるはずである。」
さらに広島の原爆投下についてアメリカに対して非難の声明を発表した。第二次大戦終了後の1946年10月5日に公式の席で、当時の最高指導者会に属するJ.ルーベン・クラーク副管長が、以下のコメントを残している。「この戦争の最たる残忍性は、われわれアメリカ人が日本に原爆を投下して何十万もの民間人を消し去ってしまったことである。…軍関係者は今原子爆弾は間違いであったと言っている。それどころではない、あれは世界にとって悲しむべき惨事であった。…原爆の惨事で最悪のことは全米国民がそろってこのおぞましい大量虐殺を承認したことであった。」
1991年の湾岸戦争のときに末日聖徒イエス・キリスト教会の最高指導者の一人トーマス・Ｓ・モンソンは「モルモン教会は常に国家に忠実であれと教えてきた。戦争の時には、われわれは国旗に忠実であることに躊躇しない。（中略）現在、三万五〇〇〇人のモルモン教徒が兵役についており、五四〇〇人がサウジ・アラビアに派遣されている。彼らは自由とアメリカ的伝統のために戦っているのだ。」と語った。

## 教義の概要
完全な肉体を持つ天の父なる神と、その長子イエス・キリストと、霊体でありイエスをキリストと証明する聖霊とを信じ、父なる神とイエス・キリストと聖霊はそれぞれ別個の存在であって、人類の救いという目的のために常に一致して事をなすとされている（三位一体の否定）。アダムの咎は、神が与えた自由意志の結果であり、人類を生ずるために神の目に適った行いであった(原罪の否定)。この咎によって堕落が生じ、この世に不完全さと死がもたらされ、すべての人は自分の行いにより真理を学ぶ機会を与えられた。イエスはアダムの咎の責任と、万物の不具合を埋め合わせるために死をもって贖いを完成し、キリストとして人を父なる神にとりなす者となった。人の救いに関しては、イエス・キリストによって、全人類は、当人の思いと行いに応じて、最後の審判の日に相応に裁かれると信じている。
神の国（天国）には、後述するような三つの段階（日の光栄、月の光栄、星の光栄）があり、神の国に入る条件を拒絶した者（聖霊を汚した者など）は「外の暗闇（地獄）」に追い出される。最後の審判の目的は、当人が天のどの光栄に所属するか、あるいは神の国の外に追われるかを決定するものである。
神の国に入った者は互いに助け合って永遠に成長する機会が与えられる。その中には神格が与えられる者も出る。最後の審判の日に、神、キリストを拒み、聖霊までも拒む者は、神の国には入れずサタンと共に取り残される。生のあるうちに教団の教えを聴く機会のなかった者でも、来世においてそれを聞く機会が与えられ、死後でも、イエス・キリストを受け入れるかどうかは本人の選択の自由に任せられ、選ぶことの出来る期間が与えられていると信じられている。

### 聖典

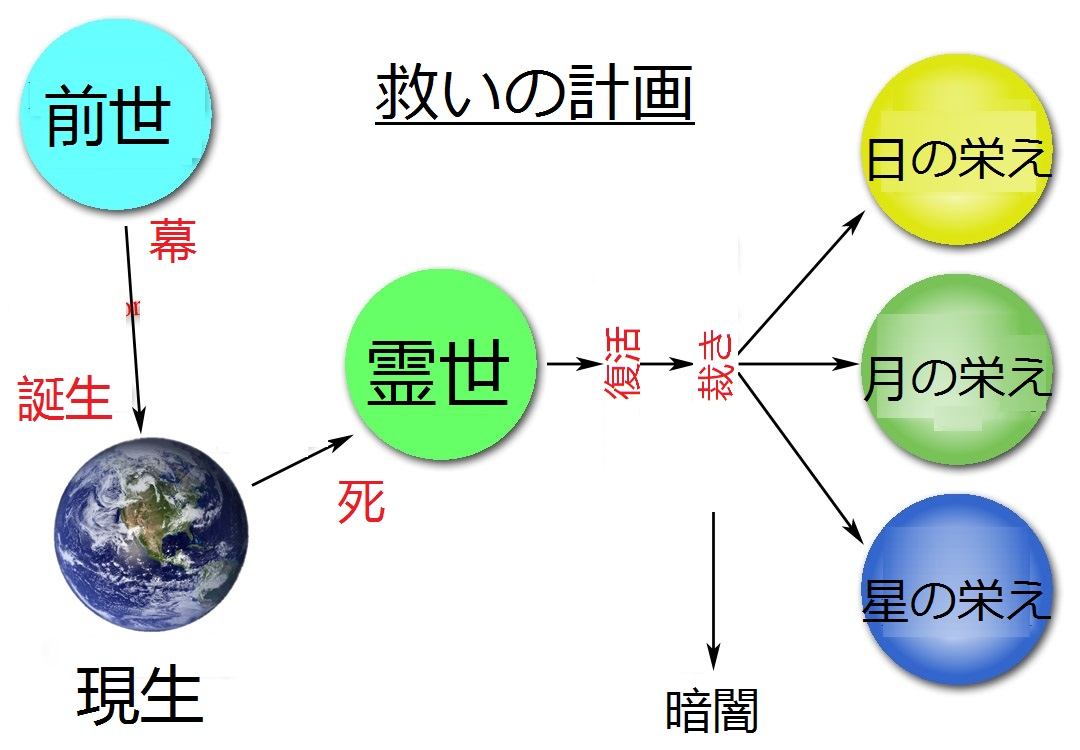

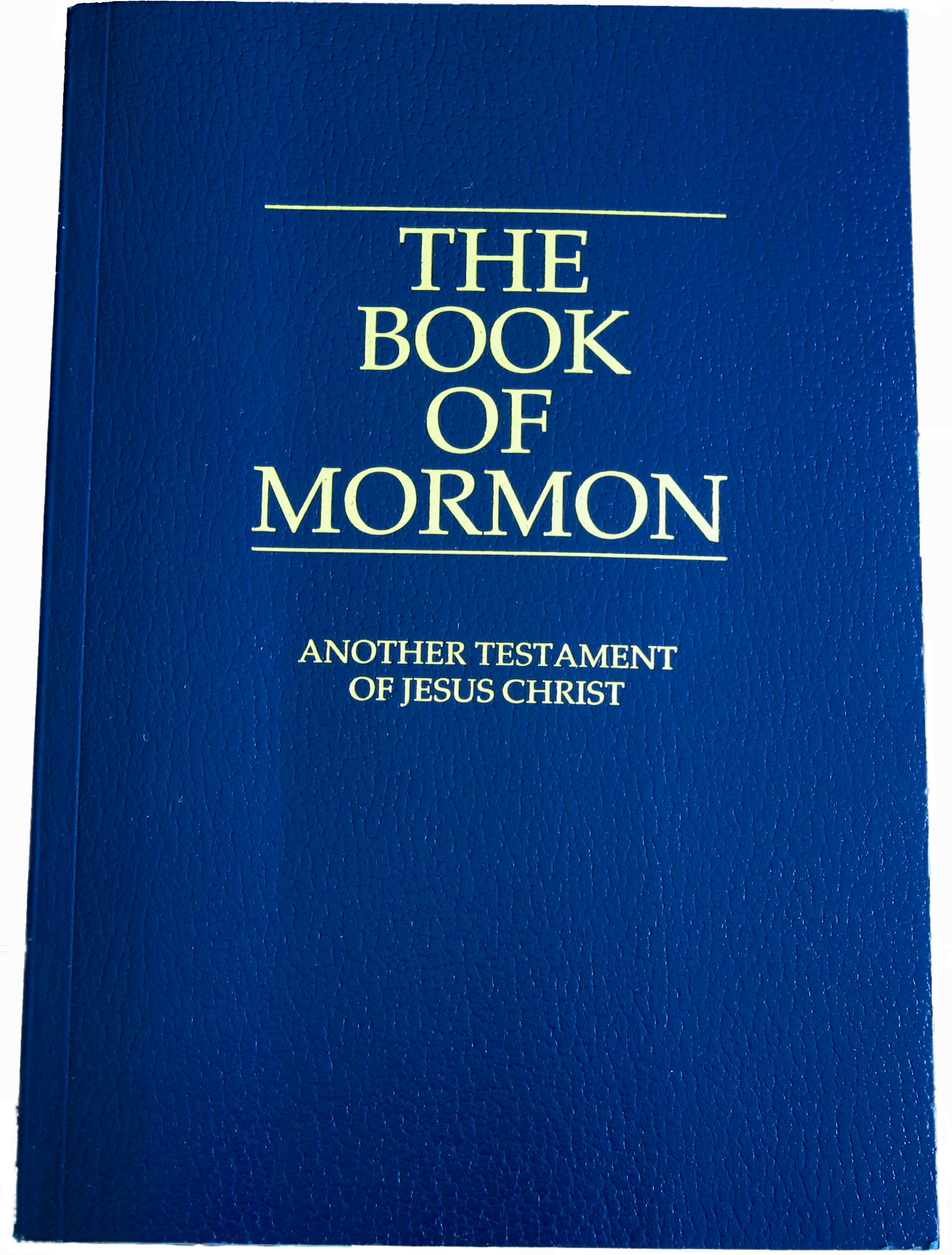
モルモン書

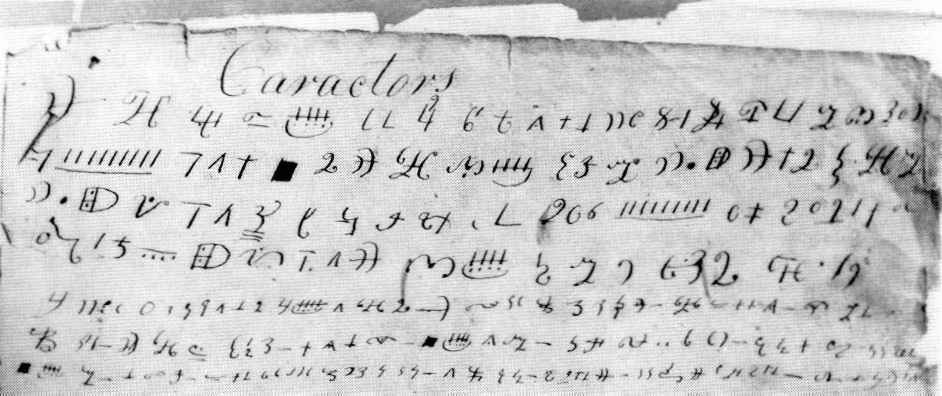
金の本からパピルスに写されたとされる変形エジプト文字

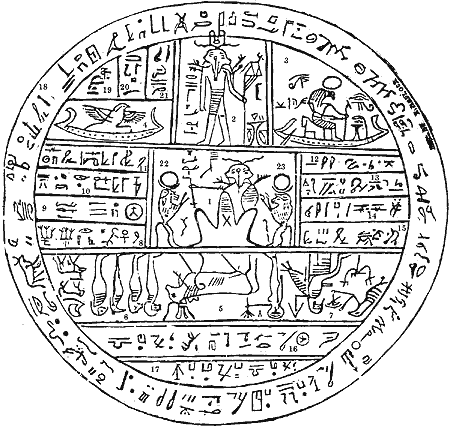
翻訳元の古文書

「モルモン書」
神の導きを受けアメリカ大陸に移住した民族《現在のアメリカ先住民》の歴史書。古代アメリカ大陸に実在したとされる預言者モロナイの示現を受け、ジョセフ・スミス・ジュニアが実際に掘り起こしたという金色の金属板でできた記録(以後、金板)の3分の1を翻訳したものとされている。それは古代ヘブライ語（改良エジプト文字）で書かれた物を、神の助けにより英語に「翻訳」したとされ、翻訳された書物は原版の編集者である預言者モルモンの名前にちなんで「モルモン書」と名づけられた。1830年3月26日に最初の版が出版された。金板はモロナイに返還され、天に保管されているという。モルモン書に対する多くの偏見がある中、当該教会は2011年10月の月刊誌にモルモン書の特集号を設けている。モルモン書の存在に関する聖書との位置づけとイエスの意向として、モルモン書のニーファイ第二書29章9節には「わたしがこれを行うのは、わたしが昨日も、今日も、またとこしえに変わらないことと、わたし自身の望むままにわたしの言葉を語るということを、多くの人に証明するためである。したがってわたしが一言語ったので、もう一言も語れないと思ってはならない。わたしの業はまだ終わっていないからである。わたしの業は人の存在が尽きるまで終わらないし、その後とこしえに終わりがないのである」と書いてあるように、神の言葉とする聖書が『旧約聖書』と『新約聖書』に限りがないという内容で記載してある。
「聖書」
「正確に翻訳されている限り神の御言葉と信じる（信仰箇条より）」と注釈つきで聖書を聖典としている。なぜなら、長い歴史の間に学術解釈・悪意・過失によって一部の書き換え、あるいは消去された個所があり、そのために基本的な教義がわかり難くなったり色々な解釈に分かれてしまったからとされている。英語圏では ジョセフ・スミス訳注釈付き のKing James Version（欽定訳）、日本語では日本聖書協会の口語訳聖書を使用。モルモン書は、聖書の教義を助け、ならってイエス・キリストの存在と神聖についての証言としており、当該宗派の「かなめ石」的な存在であるとされている。
「教義と聖約」
ジョセフ・スミス・ジュニア、ブリガム・ヤング、ジョセフ・F・スミス等に与えられた啓示の他、二つの「公式の宣言」を収録。
「高価な真珠」
ジョセフ・スミス・ジュニアにより翻訳された「聖書」の抜粋、古文書より翻訳されたアブラハムの記録、教会草創期におけるジョセフ・スミス・ジュニアの記録の抜粋、信仰箇条等を収録。
これらの聖典は「過去の啓示」であると定義し、現代の預言者（狭義の預言者＝大管長）の公式の発言は「現代の啓示」とされる。

### 戒律
末日聖徒イエス・キリスト教会では、戒めは「あるべき理想像」そのものではなく、救いにとって必要条件であるが、機械的に戒めを守っているだけでは救われない。末日聖徒イエス・キリスト教会の「戒め」とは、人が神の器としての水準を維持するための安全基準として自ら進んで守るべきものとされている。
十戒
モーセの十戒は古代イスラエルにおいて預言者モーセにより与えられた。すなわち、1.神を信じること、2.偶像崇拝をしないこと、3.神の名をみだりに唱えないこと、4.安息日（日曜日）を聖なるものとすること、5.両親を敬うこと、6.殺人をしないこと、7.姦淫をしないこと、8.盗まないこと、9.嘘をつかないこと、10.むさぼらないこと。これは現代でも実践するよう教えられている。
知恵の言葉
健康の維持が人の神聖を保つという教えに基づいて定められた教義である。原則として教会は、物質名や商品名を列記して禁止し強制する運用は知恵の言葉の理念に反すると考えている。
コーヒー、紅茶、茶（麦茶など茶葉を使わないものはかまわない。）、タバコ、アルコール飲料、麻薬類（医師の処方を除く）を禁じている。過度の肉食を控えるように教えているが、菜食主義は奨励していない。カフェインの多量摂取が健康を害するという理由から、自主的に制限をしている会員もいる。ただし、風邪薬を含めてカフェインなど、専門医の勧めにより体調療養のための薬物の使用は良しとされている。つまり、自律神経をむやみに刺激するもの、依存症にかかる物質を避けるという教えである。しかしながら、コカコーラ等の教団成立時に存在しなかったカフェインを含む飲料の摂取は制限されていない。
純潔の律法
生殖に関する教え。性欲は罪ではなくコントロールするように教えている。本来生殖に関わる事柄は非常に神聖なものとしてとらえている。夫婦間以外でのあらゆる性行為、婚前交渉などの、性的感覚をむやみに刺激する事柄は重大な罪であるとする。ポルノグラフィーの回避、自慰行為、避妊も教えに含まれている。
安息日
安息日は神に仕える日として定められている。安息日は教会での礼拝行事（原則として、聖餐会、日曜学校、神権会、扶助協会、初等協会の合計3時間）がある。
第1安息日（月の最初の日曜日）には断食を行い、信仰を述べ合う時間「証会（あかしかい）」が設けられる。
帰宅後は可能な限り家族と語り合ったり、お見舞い、周りで悩んでいる人に奉仕をすること、また教会員同士で個人的に教えあうこと、例えば家庭訪問や、訪問教師をするよう勧めている。また帰宅後の社会奉仕は推奨されている。日曜日の営業、買物、レジャー、対外試合をすることなどはよしとされない。例外として停止すると社会的に混乱を招く活動（救急医療・警察・消防・交通・政治・軍事等）は差し支えないし、利用することに支障はない。また事故や病気、救助等の緊急時に際して物品の購入は認められている。
緊急な仕事、冠婚葬祭、町会の掃除、家族の病気などの教会の欠席は認められるが、それが常態化して安息日が形骸化しまう場合は改善するように求められる。
断食

献金の義務
什分（十分）の一献金（収入の10%の献金、主に教育、教会堂の建築、宗教法人としての運営等）
断食献金（断食を行った際の食費相当分を経済困窮者、災害援助のために献金）相互扶助の精神に基づき生活困窮にある場合、教会より必要な援助を受けることができる。
その他、伝道資金のための宣教師基金、奨学金制度を維持するための永代教育基金への献金が奨励されている。
服装規定
教会員には守るべき服装規定があり、末日聖徒イエス・キリスト教会の会員に相応しい清楚で清潔感のある外観が求められる。特に、宣教師の伝道活動や神殿での式典などの場面では服装や身だしなみについての厳格な規定が適用される。

### 特徴
バプテスマ（洗礼/浸礼）
バプテスマは、罪を清める意味を持ち、人がキリストと交わす最初の契約とされる。形式は全身を水に浸ける全浸礼である。この儀式を受けるにあたり「キリストへの信仰」と「悔い改め」が必要とされる。この儀式の後に「聖霊」のたまものを受けるための儀式を受けることでバプテスマは完成となる。バプテスマを受けることなくこの世を去った者のために、神殿で死者のためのバプテスマがあり、これによって彼らは天国に入ることができるとされている。8歳未満の幼児にはバプテスマを行ってはならないとされている。
「来世」観
人は死ぬと霊となって存在し、キリストについて悟る猶予の時間が与えられる。やがてこの世に生を受けた全ての人間は復活し、「神の裁きの法廷」に立たされる。人間は、これまでの思いと行いによって裁かれて、神の国に入るか、「外の暗闇（滅び）」に取り残されるかが決定される。誰もが人生のどこかで罪を負っており、法廷に立った時点でキリストとの契約が有効である者は、キリストの情状酌量（贖い）が受けられ、神の国に入ることが許される。契約が有効でない者は罪ありとされ、「外の暗闇」（永遠の地獄）に取り残され、サタンに支配される。（魂が消滅することはない。） これが教会の教義の根幹となっている。さらに、神の国は別名を父の家、天の王国と呼ばれ、その中で「日の栄」「月の栄」「星の栄」に分かれている。それぞれ「神」「キリスト」「聖霊」が管理する国となっている。裁きによって分けられた住人はそれぞれの管理者に従う天使となって働く。星の栄は月の栄に従属し、月の栄は日の栄えに従属しており、全員で神の計画を実現する働きをする。「日の栄」は（新約聖書における「第三の天」）、三つに分かれておりその一つは「昇栄」と呼ばれ、そこに行った者のみが神の位を受ける。そのためには教会が認めた者からバプテスマを受け、また諸々の教会の戒めを守り、神殿結婚を含む必要な全ての儀式を受けることが条件とされる。「月の栄」は日の栄えには劣るものの、イエス・キリストの教えに従う者が行くところである。「星の栄」はイエス・キリストの教えに従えないものの、聖霊の導きを否定しない者が行くところである。（教義と聖約131章）
「神権」
旧約族長時代の「神権」が回復されたと信じており、12歳以上の男性は年齢とふさわしさに基づきアロン神権（執事・教師・祭司・監督）、18歳以上のアロン神権者はメルキゼデク神権（長老・大祭司・七十人・祝福師・使徒）に聖任される。このうちメルキゼデク神権を保有する男性会員は、新約聖書のイエス・キリストとその弟子たちと同様の「癒しの権能」を持つとされている。女性に対しては神権は授与されない。1978年のスペンサー・W・キンボール大管長の「公式の宣言」により、それまで認められなかった黒人への神権授与資格を認めた。
指導者
教会における預言者だけではなく、使徒から監督まで含む教会運営上の責任ある神権者の総称で、一般会員からは極めて保守的に扱われる。ただし絶対者はキリストであって、頂点に立つ預言者といえども絶対者とは信じておらず、創始者ジョセフ・スミスにも弱点があったり色々失敗があったということは共有されている。二代目の預言者ブリガム・ヤングも、私の説教を祈りの確認もなしに鵜呑みに信じるのは正しくないと発言している。ブリガムは自ら率いる教会の完璧さについて問われた際、我々構成員は完璧なものではなく、真理とは一度には来ないものであって、神より知識が明らかにされるたびに改善に改善を重ねて行かねばならない。そうしないと闇に取り残される。と答えている。2013年にはディーター・F・ウークトドルフ第二副管長は説教の中で、過去に教会の指導者たちが間違ったこともあったということを認めている。
聖職者
一部を除き、有給専任の聖職者を置いておらず、地域教会は全て一般会員より任命された指導者（奉仕）によって運営されている。神権の位、経験等を考慮して、男女を問わず、ほぼ全ての会員に何らかの責任を与えている。教会での責任のとらえ方は一般のカトリックやプロテスタントの聖職者のとらえ方とは異なる。カトリックやプロテスタントでは聖職者になるには一般的に5年以上の専門教育を神学校等で学ぶが、末日聖徒イエス・キリスト教会ではこのような専門職を養成しないため、たとえばギリシア語やヘブル語原文で聖書を講解するといった人材はほとんどいない。主に、地方の教会を管理するものや教師などで様々である。専任宣教師は外見や服装について厳しい基準が設けられており、伝道活動中は基本的に2人組で行動するという特徴がある。
下着
「エンダウメント」と呼ばれる一定の儀式を済ませた信者は、ガーメントと呼ばれる独特の下着の着用が義務づけられる。皮膚（裸）を覆うものの象徴とされ、着用は水泳などを除き、常時しなければならない。色は白で、以前は上下一体型であったが、現在は上下に分かれている。軍事服用のものもある。上は普通の白い綿の下着と同じようなもので、下は膝丈でステテコのような形をしている。神殿でのみ販売されており、信者以外の人からは一般的にMormon Underwear (モルモン教の下着)などと呼ばれている。
神殿
一般の礼拝施設である教会堂の他、神殿と呼ばれる特別な礼拝施設を持つ（日本では東京・福岡・札幌）。神殿の儀式を通して、会員は神と特別な契約を結ぶとされる。死者のためのバプテスマの儀式に限り、「限定神殿推薦状」を発行された12歳以上の一般会員にも参入が許される。神殿は地上で唯一、サタンが入り込めないところとされており、神殿外に情報を与えないために教会員は内部で行われた儀式等は口外してはならないことになっている。
一夫多妻制
創始者ジョセフ・スミスは、教義として、神により多妻（ポリガミー）を認められているとし、教会員は一夫多妻を実施していた。ジョセフ・スミス自身にも30人ないし40人の妻がいた。ニューヨーク・タイムズによれば、ジョセフ・スミスはすべての妻と性的関係にあったわけではないとみられるが、教会の教義による一夫多妻制は当時の倫理感から一般市民の強い反発を招いた。その後合衆国で一夫多妻が違法とされ、一夫多妻者の移民を禁止する法律ならびに一夫多妻制を指導する宗教の財産を没収するという、モルモン教を対象とした法律(エドモンド・タッカー令など)が成立した。教会は信教の自由を根拠に裁判で争ったが、敗訴した。しかし1848年当時のアメリカ合衆国は連邦制がまだ成立していなかったため、アメリカ全域に適用できる連邦法がなく、メキシコ領だった西部・西海岸地域がアメリカに委譲され連邦法が施行されるまでユタ地域を含むアメリカ西部・西海岸一帯に一夫多妻を禁止する法的根拠がなかった。1889年にウィルフォード・ウッドラフが大管長に就任すると、ウッドラフは新たな啓示を受けたとして翌1890年に一夫多妻制の停止を宣言した。この宣言は一夫多妻制を支持する一部信徒の離反を招き、モルモン原理派が分派する原因となった。主流派である末日聖徒イエス・キリスト教会は宣言後一夫多妻制を実施していない。一夫多妻者は破門される。以上の経緯から現在一夫多妻制を実施している集団は、モルモン主流派である末日聖徒イエス・キリスト教会とは団体的な関わりはないとされる。

### 同性婚について
末日聖徒イエス・キリスト教会は教義上の理由から結婚制度は男女間のみと定めており、同性婚を認めていない。20世紀までは同性愛を罪悪視していたが、現在は同性愛自体は否定しない立場をとり、同性愛者でも入信を歓迎している。モルモン教徒が人口の6割を占めるユタ州では結婚防護法で同性婚を禁じていたが、連邦地裁が2013年12月にこの結婚防護法を違憲と判断した。ただしユタ州政府が控訴したため、現在も同性婚を禁じる州法は有効である。モルモン教会は現在の州法を支持しているが、教会に対する批判も高まっており、一部の信者は、同性愛者の権利擁護を訴えるパレードの会場にフリーハグのブースを設けるなどの融和策をさぐる動きもある。

### 有色人種について
末日聖徒イエス・キリスト教会はネイティブアメリカンとポリネシア人をモルモン書に登場するエルサレムから逃れた民族の末裔だと教えている。ポリネシア人はモルモン書のアルマ書63章5節に登場する「ハゴス」と呼ばれ、アメリカ大陸から西へ船で旅立った者たちの子孫だと考えられている。また黒人については、カインの末裔であると考えていた時期があった。
教会が設立されて間もない頃は、構成する会員はヨーロッパを由来とする白人が多く、コロニアリズムや白人至上主義の思想が未だ根強く残っており、教会の中にもその影響はあった。中でも、ジョセフ・スミスが1842年に著した『アブラハム書』の中で、旧約聖書の記述を論拠として、黒人には神権が与えられないと明言したことが後々まで大きな影響を与えた。
しかし、教会の会員は北部諸州出身の者が多く、もともと奴隷制度には反対であり、奴隷を認めていたミズーリ州では政治的摩擦の要因となった。またエイブラハム・リンカーンの奴隷解放運動に賛同して、南北戦争には北軍として参加している。黒人への待遇は、1978年の「公式の宣言」によって、公式の見解として、人種にかかわらず神権が付与されるようになった。
ネイティブアメリカンをエルサレムから逃れた民族の末裔と考えてきた教会は、当時の一般的なアメリカの風潮と異なり、積極的に彼らと良好な関係を結ぶことで、改宗させようと試みてきた歴史がある。また人道的理由から、米国の法律に基づいて里親制度を創設し、ネイティブアメリカンの親から虐待を受けた児童を保護して、養子縁組を積極的に行い、自らの実子と同じ環境の教育を施してきた。
しかし、この里親制度について、オジブワ族を代表する人権活動家の一人デニス・バンクスは、この手法は民族浄化であると批判している。
デニス・バンクスが写真家リチャード・アーダースの著書「オジブワの戦士」で語った内容には、下記のような一節がある。
「末日聖徒イエス・キリスト教会はインディアンを「神を持たない野蛮人」と呼び、その民族浄化に積極的に関わっている。彼らはBIA（内務省インディアン管理局）や「アメリカ児童福祉連盟」の後押しを受けて、インディアンの家庭から児童を奪い「モルモン教徒は神を畏れる良い両親だ」として、信者の家に強制的に養子縁組を行っている。インディアンの家庭から強制的に白人の家庭に養子縁組された児童は、インディアンとしての文化は全く教えられず、ただ単に白人の子供として育てられる。やがて物心がつくころになるとその子供は「インディアンでも白人でもない」という自己の崩壊に直面し、そのほとんどがアルコール依存症になるか、あるいは自殺してしまうのである。このため、多くのインディアン部族が末日聖徒イエス・キリスト教会を「子供泥棒」 (Child Stealers) と呼んでおり、アメリカインディアン運動 (AIM) は教会に対して損害賠償訴訟を起こしている。」
また、末日聖徒イエス・キリスト教会は、地元のネイティブアメリカン部族と提携し、あとからやってくる白人の幌馬車隊を襲撃してユタへの侵入を妨害したとされている。

## 組織

### 中央
- 大管長 - 生ける預言者であり直接神と会って話もできる地上で唯一の人間とされている。十二使徒定員会（英語版）の先任者（先任使徒）が聖任される。

- 大管長会顧問（2名） - 大管長を補佐。大管長の就任時に、十二使徒定員会会員より指名される。
- 十二使徒定員会 - 預言者。終身制。教会の基本的な方針は、大管長会、十二使徒定員会の計15名により決定される。
- 七十人第一定員会 - 定年制70歳。大管長会、十二使徒定員会の方針を遂行。
- 七十人第二定員会 - 任期制。
- 管理ビショップリック
- 伝道部 - 教区（ステーク）とは別に、伝道の地域として伝道部が設けられている。3年任期専任の伝道部会長、地域の教会員から任命される伝道部会長会顧問をトップとして、宣教師（主に男性の場合2年、女性の場合1年半の任期）の管理、監督を行う。

### 地域
- 地域会長会 - 中央幹部七十人、または地域幹部七十人により構成。
- ステーク（地方部）- ステーク会長（地方部長）および2名の顧問（副地方部長）により構成された地元の指導者により管理運営される。
- ワード（支部）- ビショップ（支部会長）および2名の顧問（副支部長）により構成された地元の指導者により管理運営される。

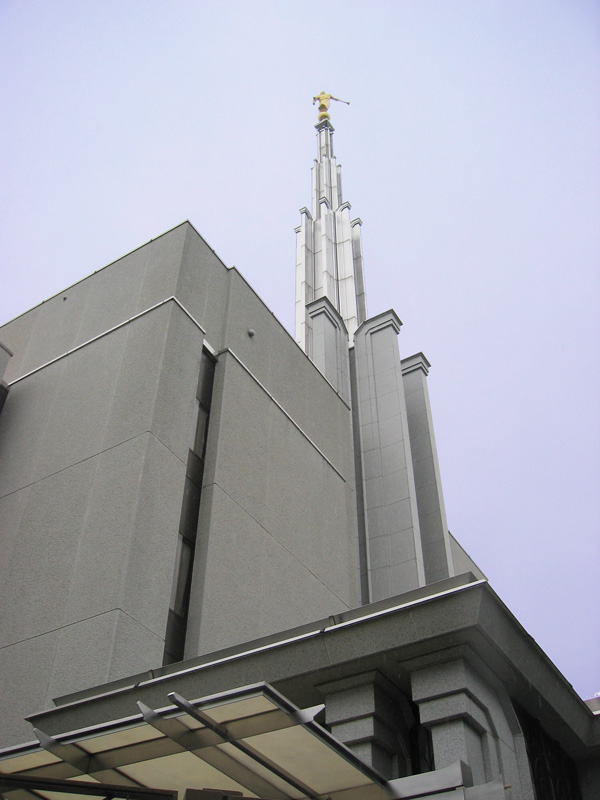
日本東京神殿

### 事務管理
- 地域管理本部 (PBO) - 国またはエリア毎に設置。会員記録、教会所有不動産、礼拝施設、財政などの事務管理等を行う。日本は、東京都港区南麻布に置かれている。

2006年9月5日の地域会長会の書簡により大管長会および十二使徒定員会の正式な承認の元、役職の名称が一部変更になった。
副会長、副監督、副支部長のそれぞれの名称を「顧問」とすることが承認され、また、監督の名称を「ビショップ」、伝道部長を「伝道部会長」と名称変更がされた。第1副監督としたものを第1顧問、第2副監督としたものを第2顧問と呼んでいる。

## 活動
末日聖徒の多くの家庭は、幼少期から神と人に仕えるだけの宣教活動へ貯金している。世界には約400か所の伝道部があり、日本には東京（東京都区部、関東地方、新潟県）、東京南（東京都多摩地域、神奈川県、山梨県）、福岡（九州地方）、札幌（北海道地方）、仙台（東北地方）、名古屋（中部地方）、神戸（近畿地方、四国地方、中国地方）の7つがある。専任宣教師となるためには、若い男性であれば18歳以上で2年間、女性では19歳以上で1年半とされており、原則として実費である。多くの宣教師は、大学を休学したり、高校卒業後に資金をためるためにアルバイトや仕事をするものが多い。宣教師は自分で任地を指定できないが、日本には英語圏からの宣教師が多いことから、奉仕活動として、無料英会話教室が実施されている。

### 葬儀
教義的には人は亡くなると、霊と朽ちるべき体に別れ、霊だけが生きて霊界へ行き、残された遺体は意味をなさなくなる。従って葬儀については規定はなく故人の自由である。キリスト教式、仏式、神道式など合法的であればどれで行っても、特に罪に定められるということはなく、磔刑後のキリストは当時のイスラエル式で葬儀されたと信じている。しかしながら、習慣的には（十字架を使わない）キリスト教式が一般的である。
装束
白いガーメントと呼ばれる専用の衣装があり、自宅で亡くなった場合は着用させ、病院で亡くなった場合は病院指定の装束をさせ、入棺時にガーメントを上に添えるのが一般的である。
斎場
特に規定はなく、一般の斎場、自宅、教会堂（無償）のどれでも良い。（ただし、通夜のできる教会堂は少なく、葬式のみ開放されている）
通夜
西洋的には通夜という概念はない。ただし日本の場合は親族が集まって来るので、喪主は故人と夜を過ごし、通夜をして故人を偲ぶことが多い。ビショップ、支部長は友人として訪問し、特別な儀式などは行われない。
葬式
ビショップまたは支部長により讃美歌、聖書朗読、祈祷、故人略歴（喪主）、弔辞、説教、献花が行われる。教会外の参列者は祈りの時は黙祷し、賛美歌は黙読でも構わないが、できるなら歌う方が良い。焼香の代わりに白い花（ユリなど）で献花が行われる、（米国では献花式などで棺を開く習慣はなく礼拝堂の中で棺を開くことはない。日本の習慣として出棺時に最期のお別れとして棺の中に花を手向ける流れとなっている。米国式では葬式前に棺に花を入れてある。日本式か米国式かは喪主が決める。）
火葬
日本の場合土葬はしない。火葬前に、祈りが行われる。
墓
49日の概念はなく、一段落したら遺骨を墓に納める。墓は規定はなく、多くは実家の墓などに共に入れてもらう。ビショップ、支部長もしくは神権者の祈りを伴う。
その他
香典は献花料が一番ふさわしいが御霊前でもかまわない。祭壇には花だけが飾られるので供物は持っていかないほうがよい。参列者が故人を拝むことはあまり良くないとされ、遺族を困らせることになるので注意が必要である。

### 災害支援団体（モルモンヘルピングハンズについて）
末日聖徒イエス・キリスト教会は、教会員の寄付（断食献金）の一部を人道的援助の運用にあてている。たとえば最近では日本においては東日本大震災の復興支援を目的に2011年3月に発足したモルモンヘルピングハンズ東北復興プロジェクトがあり、福島県いわき市から宮城県牡鹿郡女川町、岩手県宮古市まで19の地域で復興支援を行った。（活動内容は、救援物資の提供、瓦礫の処理の手伝い、製氷装置や保冷車の寄贈などが報告されている。）
モルモンヘルピングハンズが行ったその他の救援・復興支援活動としては、1995年1月に日本で発生した阪神・淡路大震災の復興支援、2005年8月にアメリカ南部を発生したハリケーン・カトリーナの復興支援、2006年3月にエチオピア南部で行われた「はしか撲滅運動」などが報告されている。

### ブログ発信
教会組織としてだけではなく、教会員が個人的に教会の活動内容や教会員自身の信仰に関する記事や写真などをインターネット上にブログとして発信する活動も活発に行われており、アメリカ本国ではこれを「ブロゴスフィア」(en:Mormon blogosphere)または「ブロガーナクル」(Bloggernacle)と言う。

## 批判と論争

### 教義について

#### キリスト教主流派の公式見解
- 全世界のカトリック教会を統率する組織であるローマ教皇庁の教理省は、モルモン教のバプテスマについて、キリストが制定したバプテスマではないことを表明している[6]。
- 米国最大のルーテル派教会である米国福音ルーテル教会は「神の言葉のモルモン理解はキリスト教の理解と同じではないので、キリスト教のバプテスマが起こっていないと言うのは正しいです。」と表明している[31]。
- 合同メソジスト教会の2000年総会公式見解では「モルモン教は自己定義によって、キリスト教信仰の歴史的、使徒的伝統の範囲内に収まりません。」とし、モルモン教のバプテスマを認めないことを表明している[7]。
- 米国最大の長老派教会である米国長老派教会は公式声明を発表し、モルモン教はキリスト教教会の歴史的な使徒的伝統とは異なる新宗教であるとしている[32]。
- ロシア正教会主教会議は「偽キリスト教セクト、新異教主義、オカルティズムについて」（1994年12月）においてモルモン教を挙げている[33]。ロシア政府は末日聖徒イエス・キリスト教会を「過激活動対策法」の対象団体としている[34]。これは布教活動を禁止し、宗教的なパンフレットの配布を制限する法律である[34]。

#### キリスト教関係書籍による見解
- E.ケァンズ著『基督教全史』[35]ではモルモン教(末日聖徒イエス・キリスト教会)をエホバの証人、クリスチャン・サイエンス、セブンスデー・アドベンチスト教会と同様に『非正統説の分派（異端）』として取り上げている。
- バーナード・ラムは著書『聖書解釈学概論』[36]において、モルモン教（末日聖徒イエス・キリスト教会）、エホバの証人、クリスチャン・サイエンス、セブンスデー・アドベンチスト教会に対し『聖書のほかに人間の声を加える諸教派に反対する』と述べている。

### 財政について
教会の財政に関して教会運営が秘密主義で透明性を欠いているとの批判がある。教会が管理する1000億ドルのファンドが開示され、教会財産が過剰ではないかと批判された。教会がその法人構造を利用して「非課税事業と通常事業間で融資か寄付か投資として金銭と資産を移動させて、財産と資本の管理を最適化させている」と批判的なコメンテーターは主張している。
教会はオーストラリアで「重大な脱税」で告発された。オーストラリアの新聞『ジ・エイジ』と『ザ・サン・ヘラルド』の調査によると、教会の法人であるLDSチャリティーズオーストラリアは毎年7000万ドル近くの寄付を受け取っていた。しかし実はチャリティー（慈善活動）にはほとんど使っていなかったようである。調査によれば、収入の十分の一の献金や他の宗教献金が非課税であることを確実にするためにこの宗教団体を通されていた。調査報告はその発見について教会内部文書を参照して確認していない。

## 著名な信者

### 政治

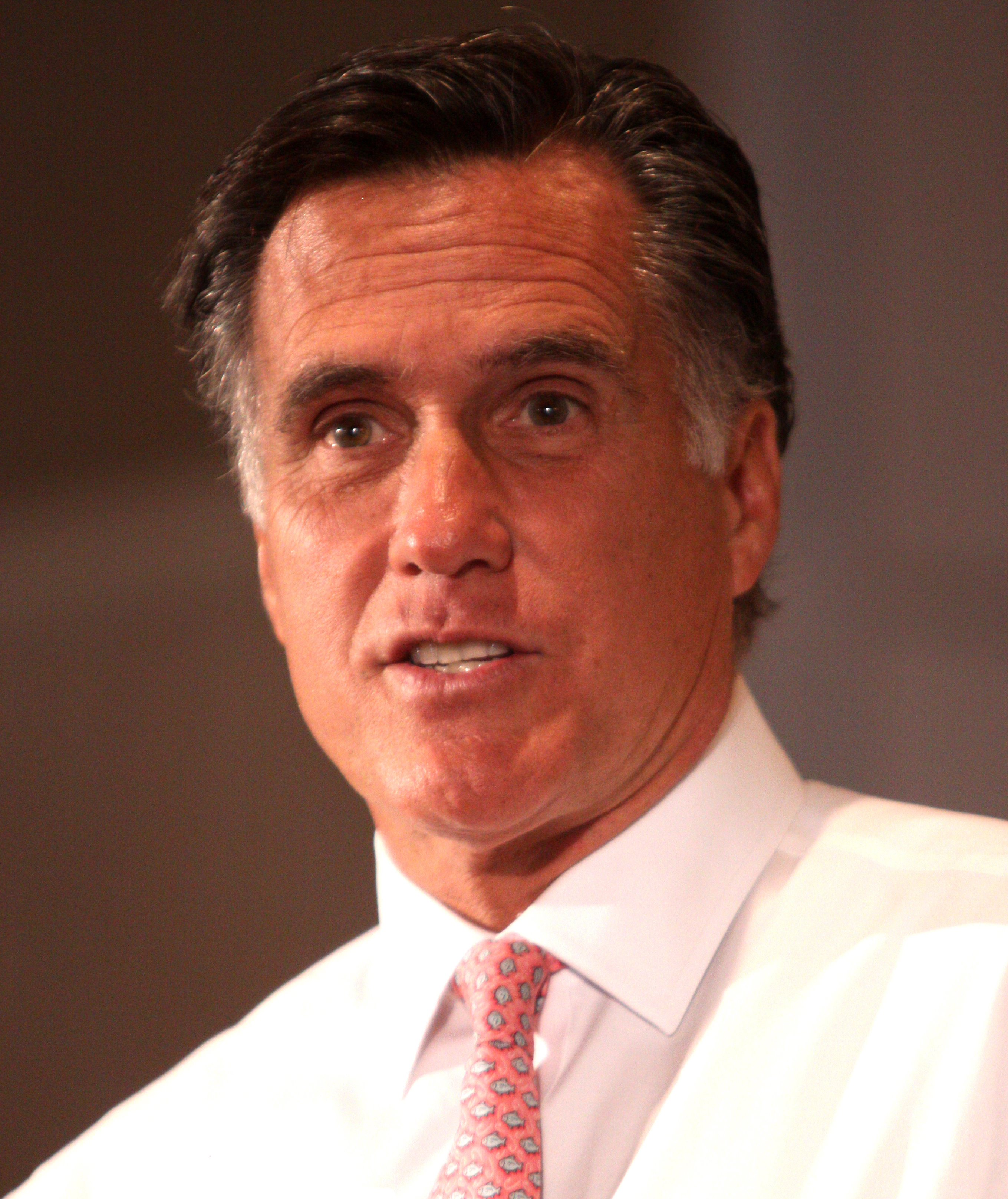
ミット・ロムニー

- エズラ・タフト・ベンソン：元アメリカ合衆国農務長官・13代大管長
- ジョージ・ロムニー：元ミシガン州知事・住宅都市開発長官、アメリカン・モーターズ元会長
- ウィラード・ミット・ロムニー：元マサチューセッツ州知事・2012年の共和党大統領候補
- エヴァン・マクマリン：2016年の独立系大統領候補
- ハリー・リード：アメリカ合衆国上院議員、多数党院内総務
- ジョン・ミード・ハンツマン (ジュニア)：ユタ州知事、駐中国大使、駐ロシア大使
- オリン・ハッチ：アメリカ合衆国上院仮議長
- 糸数慶子：参議院議員、沖縄社会大衆党元委員長

### 実業

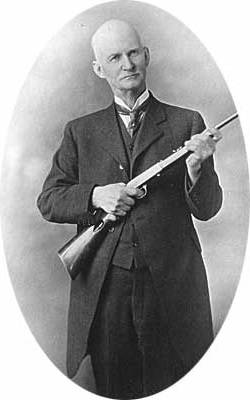
ジョン・ブローニング

- J・ウィラード・マリオット：マリオット・インターナショナルの創業者
- ジョン・ブローニング：コルト・ブローニングM1895重機関銃の開発者
- スティーブン・R・コヴィー：コンサルタント
- L・タッド・バッジ：東京スター銀行元CEO
- リチャード・L・フォルソム
- ケビン・ロリンズ：デル元CEO
- Nolan D. Archibald: CEO, Black and Decker
- Gary L Crittenden: CFO, American Express Company
- Ron Dittemore: director, space shuttle program
- Ray Noorda: CEO, Novell
- ケイ・ウィットモア：イーストマン・コダック社元CEO
- ジョン・ミード・ハンツマン (シニア)
- 平野拓也：日本マイクロソフト元CEO

### 学術
- ヘンリー・アイリング：化学者、絶対反応速度論の研究
- まつもとゆきひろ：ソフトウェア技術者
- 日詰一幸：国立静岡大学学長
- フィロ・ファーンズワース: テレビの発明者
- Melissa Wei-Tsing Inouye 社会科学者、近代中国の研究、著者
- Robert B. Ingebretsen: inventor (compact discs)
- Kim Clark: President of BYU-Idaho, Former dean Harvard Business School
- Dr. V. Lane Rawlins: President, Washington State University
- Steven Charles Wheelwright: senior associate dean, Harvard University
- ジェームズ・フレッチャー: NASA長官
- クレイトン・クリステンセン：ハーバード・ビジネス・スクール教授、「イノベーションのジレンマ」著者
- ダリン・H・オークス

### 芸能・スポーツ
- あすかあきお（飛鳥昭雄）
- 斉藤由貴
- Orangestar
- オースン・スコット・カード
- オズモンド・ブラザーズ
- ケント・ギルバート：弁護士
- ケント・デリカット
- バンス・ロー
- ブランドン・フラワーズ
- デール・マーフィー
- スティーブ・ヤング
- ザ・ジェッツ
- ジョン・ヘダー
- グラディス・ナイト
- コルビン・オールレッド
- A・J・クック：海外ドラマクリミナル・マインド 出演者
- ブライス・ハーパー
- アーロン・エッカート
- ニック・ターリー

### その他
- ブッチ・キャシディ（本名：Robert LeRoy Parker, 1866年 - 1908年頃）：映画『明日に向って撃て!』のモデル